# 2022年4月唐山市2019冠状病毒病聚集性疫情
2022年4月唐山市2019冠状病毒病聚集性疫情是指自2022年4月18日起，在中华人民共和国河北省唐山市爆发的2019冠状病毒病本土聚集性疫情。2022年4月18日，唐山市迁安市、滦州市相继出现阳性感染者，迁安市野鸡坨镇邵家营村村民张某某，是本轮疫情最早发现的病例。同月21日秦皇岛市开始报告关联病例。本轮疫情距离唐山市上一轮疫情解除市域内临时性封控管理仅过去7天。
唐山市通过落实防疫措施，遏制了疫情传播。4月22日至5月上旬，唐山市下辖各区、市陆续解除区域封控管理，5月5日，唐山市全域实现低风险。本轮疫情唐山市共报告确诊病例6例，无症状感染者499例；秦皇岛市共报告确诊病例5例。

## 溯源调查
4月26日的官方通报认为，本轮疫情或因首发病例张某某在高速国道路边捡拾染有病毒的废弃塑料瓶、塑料桶而引发，随后导致两处内部人员聚集感染，进而外溢形成社会面传染的疫情传播链条。在本轮疫情中检测到的奥密克戎变异株（BA.2分支），与吉林地区所染病毒高度同源。

## 感染者数据
唐山市每日新增确诊者
  唐山市每日新增无症状感染者

## 疫情外溢

### 秦皇岛市
4月20日，卢龙县发现一例阳性感染者张某某，4月18日晚，张某某从迁安市出发，绕开卡口，后由他人驾车接往卢龙县刘家营乡水峪村翅冀矿业渣子厂工作，4月20日在卢龙县医院进行核酸检测，结果为阳性。4月21日被报告为确诊病例。是本轮疫情中秦皇岛市报告的首位确诊病例。
4月22日至23日，卢龙县先后报告4例确诊病例，均为张某某的密切接触者和次密切接触者。本轮疫情秦皇岛市共计报告5例确诊病例。

## 应对措施

### 唐山市
4月18日零时起，迁安市、滦州市、迁西县、古冶区全域临时实施封控管理，普通居民非特殊情况禁止外出。19日6时起，除上述四个区域外，唐山市全域实行暂定为3天的临时封控管理，每天进行一次核酸检测。4月18日至20日，迁安市完成3轮全员核酸检测，累计检测出224.7万人次，共检测出60名阳性感染者。
4月22日零时起，遵化市、开平区、芦台经济开发区、汉沽管理区、玉田县、滦南县、迁西县、高新区、路北区、丰南区、路南区、丰润区共计12地解除封控管理。4月27日零时起，古冶区、乐亭县、海港经济开发区、曹妃甸区解除全域封控管理。
5月2日零时起，滦州市有序解封；5月5日零时起，迁安市有序解封。

#### 分区防疫
| 风险等级 | 县级行政区 | 具体位置         | 持续时间        |
| -------- | ---------- | ---------------- | --------------- |
| 中风险   | 迁安市     | 野鸡坨镇邵家营村 | 4月24日至5月5日 |

| 地区\划分       | 地区\划分      | 封控区 | 管控区                   | 防范区                      |
| --------------- | -------------- | --- | ------------------------ | --------------------------- |
| 古治区          | 京华街道       | 景悦蓝湾小区407号楼、205号楼1单元、817号楼1单元 金山胜境29号楼2单元 | 林西街道 西小楼小区      | 除封控区、管控 区外其他区域 |
| 古治区          | 林西街道       | 西小楼小区2号楼、17号楼1单元 新野蓝郡101号楼3单元、华瑞新城1号楼1单元、北新小区2号楼3单元、三工房前街2号楼1单元、林西三工房前街25号楼、福汇商店、早市诊所 | 林西街道 西小楼小区      | 除封控区、管控 区外其他区域 |
| 古治区          | 大庄坨乡       | 大庄坨村9排22号 | 林西街道 西小楼小区      | 除封控区、管控 区外其他区域 |
| 古治区          | 经济开发区     | 黑猫炭黑公司 | 林西街道 西小楼小区      | 除封控区、管控 区外其他区域 |
| 乐亭县          | 乐安街道       | 乐康家园94栋、富强街市场大厅、三街30号与双旺熟食店所在片区 | 乐康家园除94栋外其他楼栋 | 除封控区、管控 区外其他区域 |
| 海港经济开发区  | 海港经济开发区 | 开滦炭素公司、远大物流公司、唐港铁路公司 |                          |                             |
| 迁安市（106个） | 兴安街道       | 天洋广场／宽广超市、天洋城、广场馨园、帝景豪庭、常吉小区、金港花园、锦绣家园、燕阳小区、商庄村、上东水郡、汤新庄村、燕钢小区、绿苑家园、大王庄村、丽都景苑、罗马世纪城、惠民小区、毛家洼村、阚庄小区、万嘉商贸园、燕经小区、杨崖村、民强小区（崔庄、蒋庄、后坨）、明兴小区、轩和家园、滨湖小区、东关村、明珠骏景、石新庄村、石岩庄村、张李庄村、万生花苑小区、兴安小区、燕春小区、迎水小区、徐崖村、尹庄村 |                          |                             |
| 迁安市（106个） | 野鸡坨镇       | 张艳霞牙科诊所、良立修理厂、新军营村、大杨官营村、张都庄村、岚山高庄村、邵家营村、野鸡坨村、大山东庄村、李家峪村、赵店子法庭 |                          |                             |
| 迁安市（106个） | 永顺街道       | 金水豪庭、左岸蓝郡、平房新村、小李庄村、吴纸庄村、北关村、香巴拉家园、赵庄村、福鑫家园、杨团堡村、马家村、潘营村、顾秀园、永顺嘉园、吉兰庄村、金色港湾、锦鸿嘉苑北区、民安社区、民祥社区、时代花园、苏新社区、五金昌宇小区、凯源花苑、永惠小区、安康社区蓝翔幼儿园、杰座小区、刘季庄村、颐景园小区、碧桂园小区、君和小区、民和小区南区、周洪庄村、张庄村、华北理工大学迁安学院                             |                          |                             |
| 迁安市（106个） | 沙河驿镇       | 唐庄子村、北沙窝铺村、轩坡子村、刘庄子村、前沙窝铺村、宝利源 |                          |                             |
| 迁安市（106个） | 滨河街道       | 洼里村、滨河社区（一区、三区）、孟庄村、毛庄村、滨南小区（首钢矿业社区） |                          |                             |
| 迁安市（106个） | 扣庄镇         | 唐庄村 |                          |                             |
| 迁安市（106个） | 杨店子街道     | 张官营村 |                          |                             |
| 迁安市（106个） | 大崔庄镇       | 大庄村、上金山院村、石梯子沟村 |                          |                             |
| 迁安市（106个） | 蔡园镇         | 新庄村、大杨庄村 |                          |                             |
| 迁安市（106个） | 上庄镇         | 大望都庄村、平林镇 |                          |                             |
| 迁安市（106个） | 太平庄镇       | 太平庄村 |                          |                             |
| 迁安市（106个） | 彭店子镇       | 八家泰村 |                          |                             |
| 迁安市（106个） | 木厂口镇       | 松汀村 |                          |                             |
| 迁安市（106个） | 夏官营镇       | 耿庄村 |                          |                             |

### 秦皇岛市
4月21日零时起，紧邻迁安市和滦州市的卢龙县实施临时全域封控管理，普通居民禁止外出、开展全员核酸检测。4月22日零时，第一轮全员核酸检测完成，共计检测270282人，社会面全部为阴性。4月24日零时起，卢龙县县城区域内除高速公路外的所有道路实行交通管制，除救护车、消防救援车等特殊车辆外，其它车辆原则上禁止通行。
4月28日零时起，卢龙县调整封控管理措施，继续实行全县封闭管理、交通管控的同时，实施分区分级管理：除刘家营乡全域等部分重点区域外，县内其他区域解除封控。5月5日零时起，卢龙县全域解封，转入常态化疫情防控。

## 争议事件
- 迁安有社区被曝出现铁丝锁门的“硬隔离”事件[37]，引发舆论争议[38]。其后官方回应称正核查整改，拟以“小门神”报警器等技术手段替代硬隔离措施[39]。
- 位于迁安的华北理工大学迁安学院被曝发桶要求学生在宿舍内如厕，引发舆论争议，后唐山市教育局介入处理[40][41][42]。
- 迁安一位农民在疫情防控期间下地干活，被巡察发现。后该农民用大喇叭向全村村民自我批评道歉。5月2日晚，迁安市官方发布通告称个别村居未统筹好防疫和春耕，应整改[43]。

## 相关事件
- 4月20日，迁安警方称：网传“本轮疫情是由上海返迁人员田某某引发”系谣言；周某某、曹某某、任某某等三名嫌疑人因“故意散布未经证实的涉疫信息”，涉嫌寻衅滋事罪，已被采取刑事强制措施[44]。
- 4月21日，秦皇岛市报告的首名确诊病例张某某，因绕过迁安市疫情卡口入境等行为，被迁安市警方立案侦查[45]。
- 4月23日，迁安市公安局通报，4月11日至4月17日，李某某（女，56岁，退休，迁安市永顺街道人）在无办学资格的情况下，非法在家开设补习班，造成参加补习的多名学生及家长核酸检测结果为阳性。在流调排查工作中，李某某故意隐瞒开办补习班情况，导致疫情隐匿传播，造成严重社会影响，4月22日被迁安市公安局以妨害传染病防治罪刑事拘留[46]。

## 备注
1. ↑  部分重点区域仍封控管理。5月4日起，古治区[24]、乐亭县[25]全域解封。